# Vicent Soler i Marco
Vicent Soler i Marco (Rocafort, Horta Nord, 15 de juliol de 1949) és un economista i polític valencià, fou Conseller d'Hisenda i Model Econòmic de la Generalitat Valenciana presidida per Ximo Puig, a les legislatures IX i X. Anteriorment també va ser Conseller d'Administració Pública en el primer govern del president Joan Lerma, a la primera legislatura.

## Biografia
Llicenciat en econòmiques el 1972, des del 1999 és catedràtic d'economia aplicada i director del Departament d'Estructura Econòmica per la Universitat de València i Research Scholar per la London School of Economics. El 1976 va obtenir el Premi Joan Fuster d'assaig per l'obra col·lectiva Raons d'identitat del País Valencià. Pèls i senyals.
Soci de Lo Rat Penat de 1966 a 1976, va militar a Socialistes Valencians Independents i després als Grups d'Acció i Reflexió Socialista (GARS) impulsats per Vicent Ventura i Beltran, grup que posteriorment es constituiria en el Partit Socialista del País Valencià. Va formar part dels dirigents polítics anomenats els deu d'Alaquàs que a principis de 1975 formaren el Consell Democràtic del País Valencià i que van ser detinguts per la policia franquista.
El fracàs electoral del PSPV a les eleccions generals espanyoles de 1977 el va moure a mantenir contactes amb Ernest Lluch i Alfons Cucó que acabaren en la integració del PSPV en el PSOE. Dins del PSPV-PSOE va representar el corrent més valencianista.

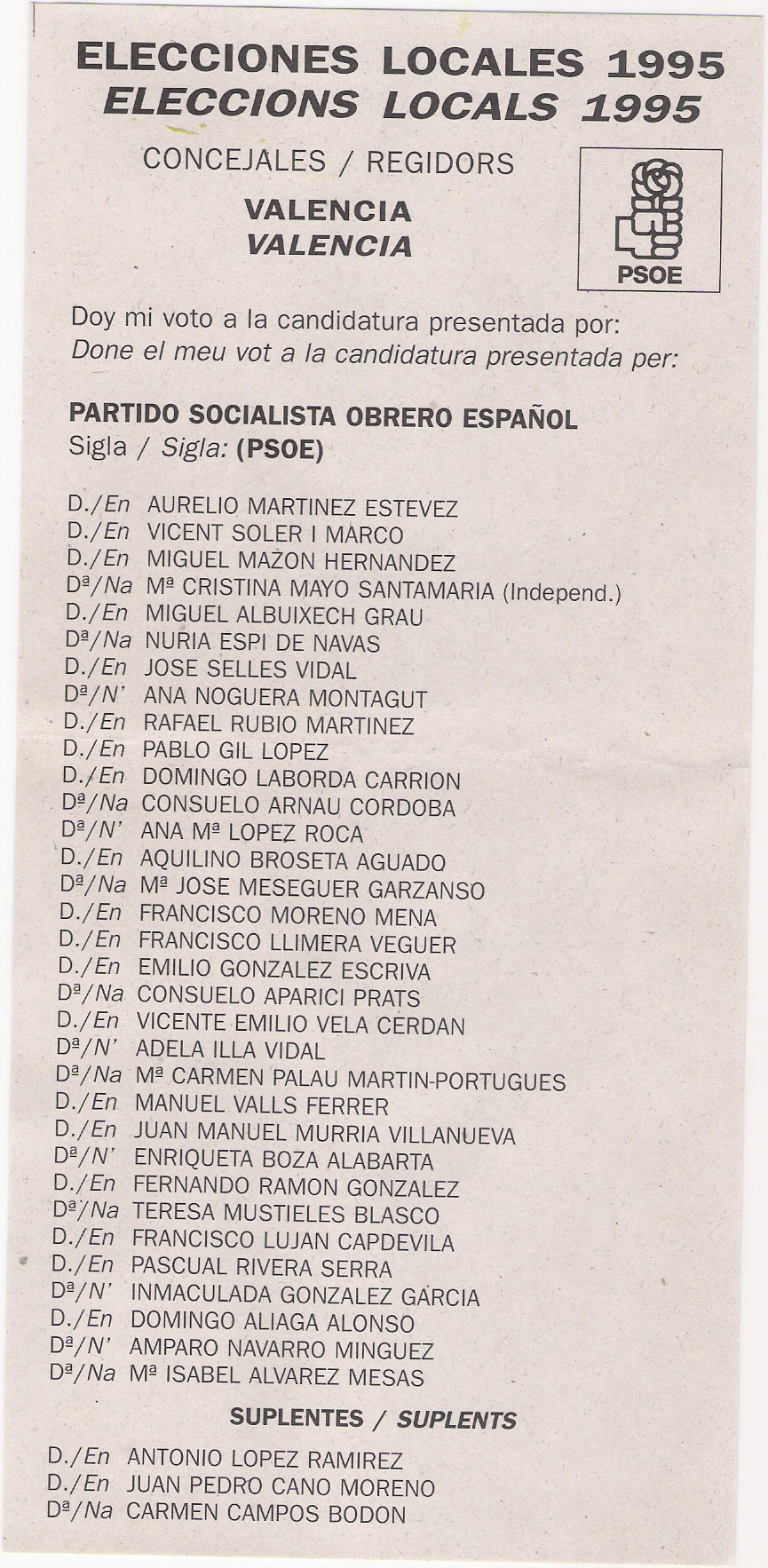
Candidatura del PSPV a la ciutat de València el 1995. Vicent Soler ocupava la segona posició.

És autor de nombrosos treballs sobre l'economia i la societat valencianes i ha tingut una intensa activitat política, primer en la clandestinitat i després en càrrecs institucionals.
Ha estat Director General d'Administració Local en el Consell del País Valencià, diputat a les Corts Valencianes de 1987 a 1995, cap de Gabinet de la Presidència de la Diputació de València, portaveu del PSPV d'afers econòmics a les Corts Valencianes, Conseller d'Administració Pública de la Generalitat Valenciana el 1985-1987, Vicepresident de les Corts Valencianes i regidor de l'Ajuntament de València.
De 2002 a 2012 fou president de la secció valenciana de la Fundació Ernest Lluch. Ha estat candidat a rector de la Universitat de València a les eleccions de març de 2010. I des del 9 de març de 2012 degà de la Facultat d'Economia de la Universitat de València.
El 2015 fou requerit pel nou president de la Generalitat Ximo Puig per ser Conseller d'Hisenda i Model Econòmic, i el 2019 va renunciar al seu escó per dedicar-se en exclusiva a la conselleria.

## Obres[3]
- Pels i Senyals (1976)
- Evolución de la economía valenciana, 1878-1978 (1978)
- Introducció a l'economia del Pais Valencià (1980)
- Guerra i espansió industrial: País Valencià (1914-1923) (1984)
- La via valenciana (2001) amb Ernest Lluch